# Marián Kovář
Marián Kovář (* 13. srpna 1993, Uherské Hradiště) je český fotbalový útočník či záložník, od ledna 2015 působící v 1. FC Slovácko, dne 22.2.2017 se dohodlo hostování v SK Hanácká Slavia Kroměříž.

## Klubová kariéra

### 1. FC Slovácko
S fotbalem začínal v šesti letech ve Slovácku, kde postupně prošel všemi mládežnickými kategoriemi. V zimní přípravě 2012 zamířil z dorostu, za který v podzimní části nastřílel za 17 zápasů 18 branek, do "A" týmu, kde si v březnu v zápase s Bohemians připsal premiérový start. Prvního gólu v týmu se dočkal až v srpnu, v duelu s pražskou Duklou. Za Slovácko nastupoval i nadále, navíc se podíval i do reprezentačního výběru Česka U21. Skvělými výkony přitáhl pozornost severočeského Jablonce, kam v lednu 2013 přestoupil. Nicméně jarní část ještě odehrál ve Slovácku, které ovšem po jistotě udržení se v 1. lize dávalo přednost jiným hráčům. V lednu 2015 se vrátil zpět na Slovácko.

### FK Baumit Jablonec
Do Jablonce sice přestoupil již v lednu 2013, ale sezonu dohrál ještě ve Slovácku. K týmu se tak připojil až v letní přípravě, kdy nastupoval za "A" tým i za juniorku. Přišlo ovšem zranění kotníku a detailní vyšetření ukázalo na nepřítomnost vazů v kotníku, takže následovaly 4 měsíce bez fotbalu. V jarní části začal nastupovat za juniorku a v létě se zapojil do přípravy "A" týmu, nicméně sezonu opět začal v juniorském týmu. Tam se mu dařilo, neboť během 4 utkání vstřelil 6 gólů. Na prosazení se do "A" týmu Jablonec však měl malou šanci, a proto na konci srpna 2014 odešel na hostování do Jihlavy.

### FC Vysočina Jihlava (hostování)
Do Vysočiny Jihlava přišel na půlroční hostování na konci srpna 2014 a ihned se zapojil do "A" týmu. Hned v prvním zápase proti Dynamu České Budějovice (6. kolo; 0:0) odehrál 90 minut., postupně však počet minut klesal. První branky v jihlavském dresu se dočkal v 9. kole na hřišti pražské Dukly, kde v 73. minutě korigoval na konečných 1:4. Po skončení hostování se vedení Vysočiny rozhodlo, že nebude jednat o jeho prodloužení a Kovář se vrátil do Jablonce.

### 1. FC Slovácko (návrat)
V zimním přestupovém období ročníku 2014/15 se na Slovácko vrátil.

## Reprezentační kariéra
Postupně se účastnil reprezentačních srazů výběrů U16 až U19. V listopadu 2012 pak dostal příležitost ve výběru Česka U21, když nastoupil v zápase se Švédskem (1:1).